# Impatiens curtisii
Impatiens curtisii är en balsaminväxtart som beskrevs av Joseph Dalton Hooker. Impatiens curtisii ingår i släktet balsaminer, och familjen balsaminväxter. Inga underarter finns listade i Catalogue of Life.